# Greg Foster
Gregory "Greg" Foster, född 4 augusti 1958 i Maywood, Illinois, död 19 februari 2023 i Maywood, Illinois, var en amerikansk friidrottare inom häcklöpning. 
Foster vann tre VM-guld och ett OS-silver på 110 m häck och satte världsrekord inomhus två gånger. 
År 1990 stängdes Foster av sex månader för dopningbrott.